# Primula fasciculata
Primula fasciculata är en viveväxtart som beskrevs av Isaac Bayley Balfour och Kingdon-Ward. Primula fasciculata ingår i släktet vivor, och familjen viveväxter. Inga underarter finns listade i Catalogue of Life.